# Richard Gregg (Philosoph)
Richard Bartlett Gregg (* 14. Februar 1885 in Colorado Springs, El Paso County, Colorado; † 27. Januar 1974 in Eugene, Lane County, Oregon) war ein US-amerikanischer Sozialphilosoph.

## Leben
Angeregt von Mahatma Gandhi, entwickelte Richard Gregg als erster Amerikaner eine substanzielle Theorie des gewaltfreien Widerstands, die unter anderem Martin Luther King beeinflusste. Bekannt wurde Richard Gregg auch durch sein Engagement für einen Lebensstil, der von „freiwilliger Einfachheit“ geprägt ist.

## Publikation
- Richard B. Gregg: Die Macht der Gewaltlosigkeit. Verlag Hinder+Deelmann (Bellnhausen), zus. mit Sensen-Verlag (Wien) 1965, 4. Aufl. 1982.